# 山本久雄
山本 久雄（やまもと ひさお、1886年（明治19年）10月1日 - 1962年（昭和37年）12月9日）は、日本の政治家。衆議院議員（1期）。

## 経歴
広島県出身。広島市議、同議長、広島県議、同副議長、広島県市部会副議長、広島市助役、市長代理助役となる。
戦後の1947年の初の公選による広島市長選挙に立候補し、1位となったが、法定得票に満たなかったため、2位の浜井信三（第二助役）との決選投票になった。しかし、山本は途中で立候補を辞退したため、浜井が当選者となった。
1949年の第24回衆議院議員総選挙では広島1区から民主自由党公認で立候補して当選した。衆議院議員を1期務めた。この間自由党総務となった。1952年の第25回衆議院議員総選挙には立候補しなかった。
このほか広島県復興(株)取締役、広島薪炭(株)常務取締役、広菱倉庫運輸、竹原海運各(株)取締役、山陽ゴム(株)会長を務めた。1962年死去。